# Syria International 2007
Die Syria International 2007 im Badminton fanden vom 29. Oktober bis zum 1. November 2007 statt.

## Sieger und Platzierte
| Disziplin    | Gold                                  | Silber                                | Bronze                                       |
| ------------ | ------------------------------------- | ------------------------------------- | -------------------------------------------- |
| Herreneinzel | Arvind Bhat                           | Carlos Longo                          | Ali Shahhosseini                             |
| Herreneinzel | Arvind Bhat                           | Carlos Longo                          | Dinuka Karunaratne                           |
| Dameneinzel  | Telma Santos                          | Filipa Lamy                           | Chandrika de Silva                           |
| Dameneinzel  | Telma Santos                          | Filipa Lamy                           | Maja Kersnik                                 |
| Herrendoppel | Mohammad Attique Rizwan Azam          | Diluka Karunaratne Dinuka Karunaratne | Omar Zeeshan Wajid Ali Chaudhry              |
| Herrendoppel | Mohammad Attique Rizwan Azam          | Diluka Karunaratne Dinuka Karunaratne | Ali Shahhosseini Golam Reza Bagheri          |
| Damendoppel  | Chandrika de Silva Thilini Jayasinghe | Sabereh Kabiri Sahar Zamanian         | Abeer Mohamad Kareem Hadil                   |
| Damendoppel  | Chandrika de Silva Thilini Jayasinghe | Sabereh Kabiri Sahar Zamanian         | Sonia Barakat Anestasia Helal                |
| Mixed        | Luka Petrič Maja Kersnik              | Bassel Al-Dora Kareem Hadil           | Razan Kaled Alkhalife Elfawair Tariq Mansour |
| Mixed        | Luka Petrič Maja Kersnik              | Bassel Al-Dora Kareem Hadil           | Diluka Karunaratne Chandrika de Silva        |